# Xã Moorefield, Quận Harrison, Ohio
Xã Moorefield (tiếng Anh: Moorefield Township) là một xã thuộc quận Harrison, tiểu bang Ohio, Hoa Kỳ. Năm 2010, dân số của xã này là 403 người.